# Drumlemble
Drumlemble är en by på Kintyre, i Campbeltown civil parish, i Argyll and Bute, Skottland. Byn är belägen 2,5 km från Machrihanish. Orten hade 182 invånare år 1971.